# گوایند ساکو
گوایند ساکو (انگلیسی: Govind Sawant; ۱ ژانویهٔ ۱۹۳۵ – ۱ ژانویهٔ ۲۰۰۱) بازیکن هاکی روی چمن اهل هند بود.